# Рабцевич, Георгий Георгиевич
Гео́ргий Гео́ргиевич Рабце́вич (1864-?) — архитектор, инженер.
Окончил институт гражданских инженеров в 1887 году.
После окончания института служил в Государственном контроле, с 1890 года — в Министерстве внутренних дел. Позже — в Главном управлении неокладных сборов и казённой продажи питей, в Городской управе. Работал техником в товариществе «Лукашевич и К°».

## Проекты и постройки
- Переулок Пирогова, 7 — здание Государственного контроля. Перестройка. 1891—1892. Совместно с Ф. Б. Нагелем. (Надстроено).
- Набережная Обводного канала, 197—201 / Циолковского, 15, правая часть — комплекс зданий 4-го казённого винного склада и завода. 1896—1898.
- Невский проспект, 26 — внутренние перестройки. 1910-е